# Léon Bloy
Léon Bloy, né le 11 juillet 1846 à Périgueux (département de la Dordogne), mort le 3 novembre 1917 à Bourg-la-Reine (département des Hauts-de-Seine), est un écrivain, romancier, essayiste et polémiste français. Il est connu pour son roman Le Désespéré largement inspiré de sa relation avec Anne-Marie Roulé.

## Biographie

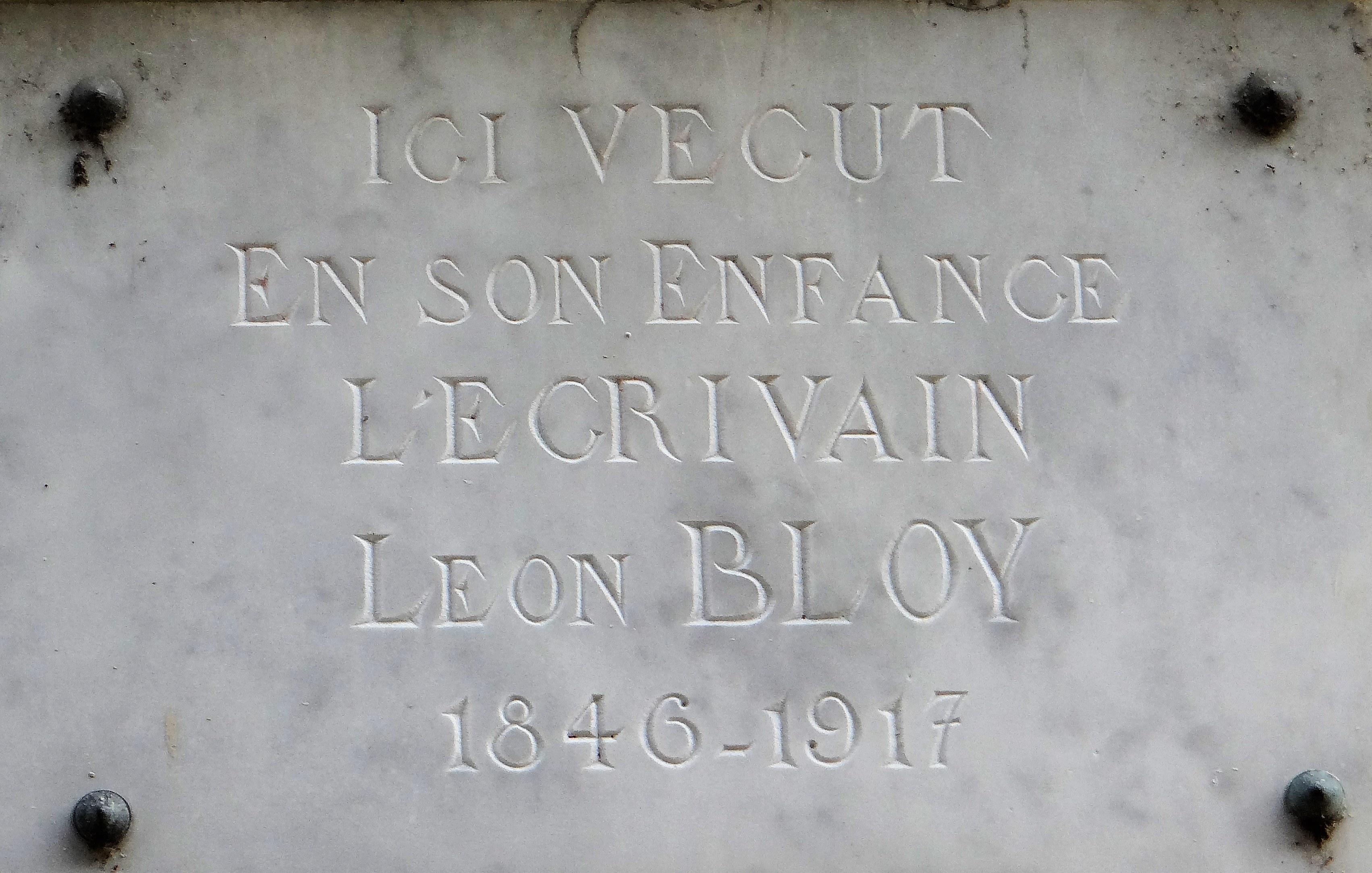
Plaque commémorative à Périgueux, au 6, rue Séguier.

Né à Périgueux le 11 juillet 1846, Léon Henri Marie Bloy est le fils de Jean-Baptiste Bloy, fonctionnaire aux Ponts et Chaussées et franc-maçon, et d'Anne-Marie Carreau, une ardente catholique, fille d'un soldat français qui rencontra une Espagnole pendant les guerres napoléoniennes, en 1811. Il est le deuxième d'une fratrie de sept garçons : Paul, Georges, Marc, Henri, Albert, Jules.

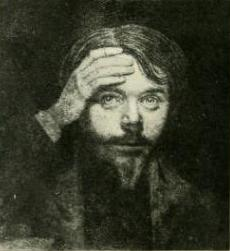
Léon Bloy à 19 ans (autoportrait au crayon)

Ses études au lycée de Périgueux sont médiocres : retiré de l'établissement en classe de quatrième, il continue sa formation sous la direction de son père, qui l'oriente vers l'architecture. Bloy commence à rédiger un journal intime, s'essaie à la littérature en composant une tragédie, Lucrèce, et s'éloigne de la religion. En 1864, son père lui trouve un emploi à Paris, il entre comme commis au bureau de l'architecte principal de la Compagnie ferroviaire d'Orléans. Médiocre employé, Bloy rêve de devenir peintre et s'inscrit à l'École des beaux-arts. Il écrit ses premiers articles, sans parvenir à les faire publier, et fréquente les milieux du socialisme révolutionnaire et de l'anticléricalisme.

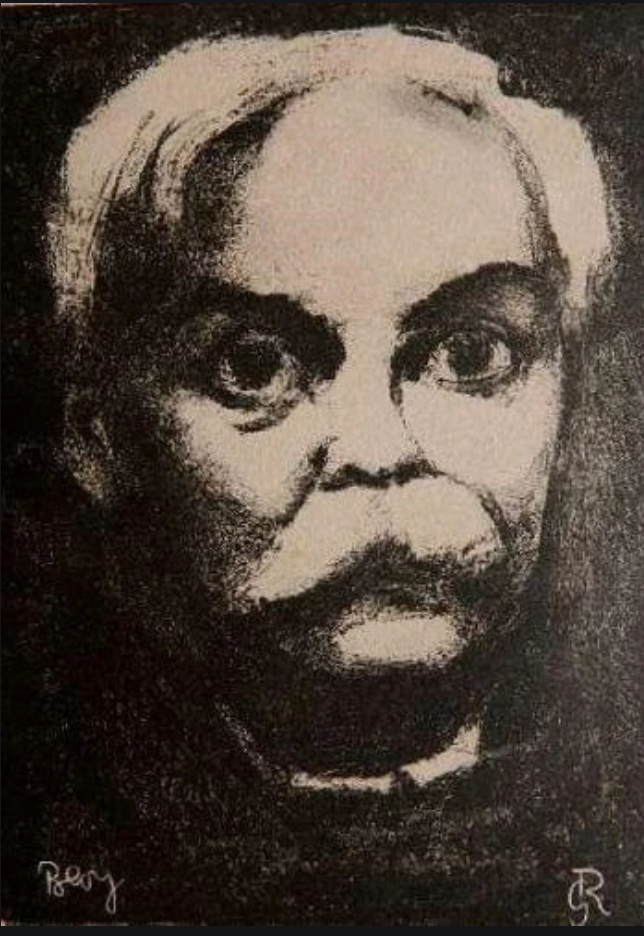
Portrait par Georges Rouault.

### Rencontre avec Barbey d'Aurevilly
En décembre 1868, il fait la connaissance de Jules Barbey d'Aurevilly, qui habite en face de chez lui, rue Rousselet (Léon Bloy habite au numéro 24). C'est l'occasion pour lui d'une profonde conversion intellectuelle, qui le ramène à la religion catholique, et le rapproche des courants traditionalistes. C'est Barbey qui le familiarise avec la pensée du philosophe Antoine Blanc de Saint-Bonnet, « une des majestés intellectuelles de ce siècle », dira Bloy plus tard. Par la suite, Ernest Hello eut également une très forte influence sur lui ; il semble même que ce soit lui qui l'ait incité à écrire.
En 1870, il est incorporé dans le régiment des « Mobiles de la Dordogne », prend part aux opérations de l'Armée de la Loire et se fait remarquer par sa bravoure. Démobilisé, il rentre à Périgueux en avril 1871. Sa participation à la guerre lui inspirera, en 1893, Sueur de sang.
Il retourne à Paris en 1873 où, sur la recommandation de Barbey d'Aurevilly, il entre à L'Univers, le grand quotidien catholique dirigé par Louis Veuillot. Très vite, en raison de son intransigeance religieuse et de sa violence, il se brouille avec Veuillot, et quitte le journal dès juin 1874. Il est alors engagé comme copiste à la direction de l'enregistrement, tout en étant le secrétaire bénévole de Barbey d'Aurevilly.
En 1875, il tente sans succès de faire publier son premier texte, La Méduse Astruc, en hommage à son protecteur, puis, sans plus de réussite, La Chevalière de la mort, étude poético-mystique sur Marie-Antoinette. Il se lie avec Paul Bourget et Jean Richepin, qu'il s'échinera à convertir sans succès, et obtient un emploi stable à la Compagnie des chemins de fer du Nord.

### De la passion à l'aventure mystique: Anne-Marie Roulé
Sa vie bascule à nouveau en 1877. Il perd ses parents, effectue une retraite à la Grande Trappe de Soligny (première d'une série de vaines tentatives de vie monastique), et rencontre Anne-Marie Roulé, prostituée occasionnelle, qu'il recueille, et convertit, en 1878. Rapidement, la passion que vivent Bloy et la jeune femme se meut en une aventure mystique, accompagnée de visions, de pressentiments apocalyptiques et d'une misère absolue puisque Bloy a démissionné de son poste à la Compagnie des chemins de fer du Nord.
C'est dans ce contexte passablement exalté que Bloy rencontre l'abbé Tardif de Moidrey, qui l'initie à l'exégèse symbolique durant un séjour à La Salette, avant de mourir brusquement. L'écrivain dira plus tard de ce prêtre qu'il tenait de lui « le meilleur » de ce qu'il possédait intellectuellement, c'est-à-dire l'idée d'un « symbolisme universel », que Bloy allait appliquer à l'histoire, aux évènements contemporains et à sa propre vie. Dès cette époque, il écrit Le Symbolisme de l'Apparition (posthume, 1925). Bloy sera associé à certaines influences qui s'exprimeront dans les mouvements les plus extrêmes du traditionalisme catholique, fortement imprégnés d'une eschatologie étroitement liée à l'apparition de la Vierge Marie à la Salette (1846) – influences que l'on retrouvera, entre autres, dans Le Salut par les Juifs –, signée par une ambivalence constante entre le Christ et l'Antéchrist.
Début 1882, Anne-Marie commence à donner des signes de folie ; elle est finalement internée en juin à l'hôpital Sainte-Anne de Paris. Bloy est atteint au plus profond de lui-même : « Je suis entré dans la vie littéraire (…) à la suite d'une catastrophe indicible qui m'avait précipité d'une existence purement contemplative », écrira-t-il plus tard.
Sur les conseils de son ami Charles Buet, Léon Bloy va faire une retraite à la Grande Chartreuse, en novembre 1882, dans l'espoir que le Général des Chartreux lui donnerait un secours lui permettant d'écrire le livre qu'il projetait sur Christophe Colomb. Le R.P. Anselme-Marie Bruniaux lui accorde ce qu'il souhaite,,,.
De fait, c'est en février 1884 qu'il publie son premier ouvrage, Le Révélateur du Globe. L'ouvrage est consacré à Christophe Colomb, et Barbey d'Aurevilly signe sa préface. Suit, en mai, un recueil d'articles : Propos d'un entrepreneur de démolitions. Aucun des deux livres n'a le moindre succès. Parallèlement, Bloy se lie avec Huysmans puis avec Villiers de l'Isle-Adam, se brouille avec l'équipe de la revue Le Chat noir, à laquelle il collaborait depuis 1882, et entreprend la publication d'un pamphlet hebdomadaire, Le Pal, qui aura cinq numéros. En 1886, il s'installe pour six années à Vaugirard.

### Le Désespéré
C'est à cette époque également qu'il entame la rédaction d'un premier roman largement autobiographique, Le Désespéré. Le drame vécu par les deux  protagonistes, Caïn Marchenoir et Véronique Cheminot, est de fait la transposition de celui que vit Bloy avec Anne-Marie, une relation où la sensualité est peu à peu effacée par le mysticisme. L'œuvre est achevée en 1886 et l'éditeur A. Soirat craignant d'éventuels procès, sa publication n'a lieu qu'en janvier 1887, et sans grand écho.
Bloy commence néanmoins un nouveau roman, La Désespérée, première ébauche de La Femme pauvre. Il doit s'interrompre et se consacrer, pour vivre, à une série d'articles pour les revues Gil Blas (décembre 1888-février 1889) et La Plume.
La mort de Barbey d'Aurevilly en avril 1889 puis celle de Villiers de l'Isle-Adam en août l'affectent profondément, tandis que son amitié avec Huysmans se fissure. Elle ne survivra pas à la publication de Là-Bas (1891), où Bloy se trouve caricaturé. Les circonstances de la mort de Barbey d'Aurevilly lui vaudront de violentes attaques, en mai 1891, de la part du journal La France sous la plume du « Sâr » Joséphin Peladan et un procès de ce dernier à son encontre et à celle de Léon Deschamps, rédacteur en chef de la revue La Plume. La quasi-totalité de la presse d'alors salue la condamnation du « Sâr » en octobre 1891.
Fin 1889, chez François Coppée, il rencontre Johanne Charlotte Molbech, fille du poète danois Christian Frederik Molbech, née en 1859. La jeune femme se convertit au catholicisme en mars de l'année suivante, et Bloy l'épouse en mai. Toutefois, Johanne garde son nom de naissance francisé (Jeanne Charlotte Molbech). Le couple part pour le Danemark au début de 1891. Bloy se fait alors conférencier. Sa fille Véronique naît en avril à Copenhague (suivront André en 1894, Pierre en 1895 et Madeleine en 1897). En septembre 1891, la famille Bloy est de retour à Paris.

### Le Salut par les Juifs
Bloy se fâche alors avec la plupart de ses anciens amis, et commence à tenir son journal intime. En 1892, il publie Le Salut par les Juifs, écrit en réponse à La France juive de l'antisémite Édouard Drumont. Inspiré par la pensée de l'abbé Tardif de Moidrey, il y soutient des théories telles que : « L'histoire des Juifs barre l'histoire du genre humain comme une digue barre un fleuve, pour en élever le niveau. Ils sont immobiles à jamais, et tout ce qu'on peut faire, c'est de les franchir en bondissant avec plus ou moins de fracas, sans aucun espoir de les démolir. » En commentant cet ouvrage dans Le Figaro du 20 septembre 1892, Rémy de Gourmont écrit que Bloy « nous fait lire cette conclusion : Israël est la croix même sur laquelle Jésus est éternellement cloué ; il est donc le peuple porte-salut, le peuple sacré dans la lumière et sacré dans l'abjection, tel que l'ignominieux et resplendissant gibet du Calvaire ». Bloy, tout en saluant le rôle particulier des Juifs, et reprenant à sa manière le thème du peuple élu, n'hésite pas à écrire en leur faveur des textes comme celui-ci : « Quelques-unes des plus nobles âmes que j'aie rencontrées étaient des âmes juives. La pensée de l'Église dans tous les temps, c'est que la Sainteté est inhérente à ce peuple exceptionnel, unique et impérissable, gardé par Dieu, préservé comme la pupille de son œil, au milieu de la destruction de tant de peuples, pour l'accomplissement de ses Desseins ultérieurs ».
Le Désespéré, écrit six années auparavant, contient plusieurs passages foncièrement voire violemment antisémites : « Deutz, le youtre fameux », « Il paraît que la vieille crasse juive brûle comme un sédiment calcaire, lorsqu'elle est touchée par l'eau du baptême ». Si Bloy s'oppose à Drumont, antisémite notoire, sa valorisation d'un peuple élu, éternel, dans la confrontation avec lequel la communauté catholique serait amenée à se dépasser ou se surpasser, ou élément clef d'un dessein de Dieu, et dont on peut interroger le sens profond, ne donne pas en soi de garanties contre une forme d'antisémitisme d'une part, et reste à mettre en relation critique, d'autre part, avec les charges très agressives et même haineuses  qu'il mena par avant.
Sa situation matérielle demeure précaire, et il doit déménager en banlieue parisienne, à Antony, d'abord place du Carrousel, puis 51 bis, avenue d'Orléans ; il y réside un peu plus d'une année. L'année suivant son départ, il écrit : « Antony n'a plus de mystère, après quatorze mois de séjour, et je quitte ce village de brigands, avec des rugissements de bonheur ». Il reprend alors sa collaboration avec le Gil Blas de Jules Guérin, d'abord pour une série de tableaux, anecdotes et récits militaires inspirés par son expérience de la guerre de 1870, puis pour une série de contes cruels. Les premiers formeront Sueur de Sang (1893) ; les seconds deviendront les Histoires désobligeantes (1894).
L'année 1895 est particulièrement douloureuse pour Bloy. Chassé de la rédaction de Gil Blas à la suite d'une énième polémique et ainsi réduit à la misère, il perd ses deux fils André et Pierre, tandis que sa femme tombe malade. Dans ses souvenirs, l'écrivain Lucien Descaves écrit : « Un jour de famine où il s'était nourri d'un croûton ramassé dans les ordures, Bloy, n'hésitant plus, avait porté chez Goncourt une demande de secours laissée sans réponse ». Il reprend la rédaction de La Femme pauvre. Le roman est finalement publié en 1897 : comme Le Désespéré, c'est une transposition autobiographique, et un échec commercial.
En 1898, il édite la première partie de son Journal, sous le titre Le Mendiant ingrat, mais c'est encore un échec. Bloy quitte à nouveau la France pour le Danemark, où il réside en 1899 et 1900.

### «Cochons-sur-Marne»
À son retour, il s'installe dans l'est parisien, à Lagny-sur-Marne, qu'il rebaptise « Cochons-sur-Marne ». Dès lors, sa vie se confond avec son œuvre, ponctuée par de nouveaux déménagements : à Montmartre en 1904, où il fait la connaissance du peintre Georges Rouault, se lie avec le couple Jacques Maritain et Raïssa Maritain (qu'il conduit à la foi et dont il devient le parrain de baptême) et le compositeur Georges Auric, puis à Bourg-la-Reine où il s'installe 3, place Condorcet le 15 mai 1911. Bloy continue la publication de son Journal : Mon Journal (1904) ; Quatre ans de captivité à Cochons-sur-Marne (1905) ; L'Invendable (1909) ; Le Vieux de la Montagne (1911) ; Le Pèlerin de l'Absolu (1914).
Il édite en recueil les articles qu'il a écrits depuis 1888, sous le titre Belluaires et Porchers (1905).
Il compose des essais qui sont à mi-chemin entre la méditation et le pamphlet, tels que Le Fils de Louis XVI (1900), Je m'accuse (1900) où la critique de Zola se mêle à des réflexions sur l'affaire Dreyfus et la politique française, la première série de L'Exégèse des lieux communs (1902), inventaire où sont analysées une à une les expressions toutes faites par lesquelles s'exprime la bêtise bourgeoise, ou Les Dernières Colonnes de l'Église (1903), étude consacrée aux écrivains catholiques « installés » comme Coppée, Bourget ou Huysmans.
Il poursuit dans cette veine avec L'Épopée byzantine (1906), Celle qui pleure (1908), sur l'apparition de la Vierge aux deux bergers de La Salette, Le Sang du Pauvre (1909), L'Âme de Napoléon (1912), et la deuxième série de L'Exégèse des lieux communs (1912).
Profondément marqué par l'éclatement de la Première Guerre mondiale, il écrit encore Jeanne d'Arc et l'Allemagne (1915), Au seuil de l'Apocalypse (1916), Les Méditations d'un solitaire en 1916 et Dans les Ténèbres (posthume, 1918).
Le 10 janvier 1916, il change d'adresse au sein de la commune où il était déjà domicilié, s'installant dans la maison libérée à Bourg-la-Reine au no 7, rue André-Theuriet par la famille de Charles Péguy, mort au champ d'honneur en 1914. Quelques mois avant sa mort, il y invite le poète Théophile Briant qui lui rend visite, à l'occasion d'une permission en août 1917 et à qui il offre un exemplaire du Salut par les Juifs. Le 3 novembre 1917, il meurt d'une crise d'urémie à Bourg-la-Reine, entouré des siens et de ses amis et est enterré au cimetière communal. Sa tombe y est inaugurée le 3 mai 1925. Elle est ornée d’un bas-relief en bronze, dû au sculpteur Frédéric Brou, représentant Notre-Dame de La Salette (Isère), apparition mariale que Léon Bloy vénérait particulièrement.

## Réception et postérité
De son œuvre, on retient surtout la violence polémique, qui explique en grande partie son insuccès, mais qui donne à son style une force, un éclat et une drôlerie uniques. Pour autant, l'inspiration de Bloy est avant tout religieuse, marquée par la recherche d'un absolu caché au-delà des apparences historiques. Tout, selon Bloy, est symbole : reprenant le mot de saint Paul, il ne cesse d'affirmer que « nous voyons toutes choses dans un miroir » (1Cor 13,12), et que c'est précisément la mission de l'écrivain que d'interroger ce « grand miroir aux énigmes ». Certains voient en Bloy un anarchiste de droite ou « le modèle des pamphlétaires de droite », « récupération » dénoncée par Michèle Touret.
Jules Barbey d'Aurevilly disait de lui :

« Car c'est un esprit de feu, composé de foi et d'enthousiasme, que ce Léon Bloy inconnu, qui ne peut plus l'être longtemps après le livre qu'il vient de publier… Pour ma part, parmi les écrivains catholiques de l'heure présente, je ne connais personne de cette ardeur, de cette violence d'amour, de ce fanatisme pour la vérité. »

Opposé à l'antisémitisme, du moins à la forme qu'il prend chez certains de ses contemporains (tout en ayant lui-même tenu des propos viscéralement antisémites dans Le Désespéré, voir plus haut, ou encore dans Histoires désobligeantes, où il emploie sans vergogne le mot youtre) , c'est également un adversaire de l'argent et de la bourgeoisie. Patriote, il est opposé à la colonisation — Aimé Césaire le prend à témoin dans son Discours sur le colonialisme, évoquant « la candeur de Léon Bloy » qui s'indigne de ce que « des escrocs, des parjures, des faussaires, des voleurs, des proxénètes fussent chargés de porter aux Indes l'exemple des vertus chrétiennes » — particulièrement dans le cas de l'Indochine, qu'il connaît par son frère.
Jehan Rictus avouera avoir entamé la rédaction de son journal intime à la suite de la lecture du Mendiant ingrat, journal également présent dans la bibliothèque du Docteur Faustroll. C'est également un ami d'Alfred Jarry, qui lui a consacré un chapitre du Faustroll.
L'astrophysicen et prêtre belge Georges Lemaître, à qui l'on doit la théorie du Big Bang, est admirateur de Bloy. Il le rencontre au début de sa carrière, désirant lui soumettre sa première exégèse qui vise à lier science et foi, lesTrois premières paroles de Dieu (1921), mais son travail est très mal reçu et Bloy lui conseille de lire les Pères de l’Église. Lemaître est déçu ; c’est sûrement une des raisons qui l'ont amené à modifier sa pensée et à abandonner la vision concordiste.
Il eut enfin un ascendant reconnu sur des écrivains majeurs tels que Louis-Ferdinand Céline, Georges Bernanos, Ernst Jünger, Maurice G. Dantec, ou encore Philippe Muray.
Son œuvre a aussi influencé les résistants antinazis Hans et Sophie Scholl.
Le 13 novembre 2013, sur une plainte de la LICRA, le juge des référés de Bobigny ordonne la suppression d’une quinzaine de passages du Salut par les juifs, réédité par la maison d'édition d'Alain Soral, pour injures et provocation à la haine raciale. Cette décision suscite une polémique : ainsi, selon Le Nouvel Observateur : « L'arrêt du juge de Bobigny, injuste pour la mémoire d’un écrivain, place une partie de notre patrimoine littéraire sous la menace d’un anachronisme judiciaire » ; Le Figaro littéraire rappelle pour sa part que Léon Bloy qualifiait l'antisémitisme de « crime » et que cet ouvrage fut salué par Franz Kafka (« un livre contre l'antisémitisme »), Emmanuel Lévinas, Octave Mirbeau, Paul Claudel, Georges Bernanos, Jorge Luis Borges et, plus récemment, par l'universitaire israélienne Rachèle Goëtin.
Alain Soral avait alors retiré la réédition de la vente plutôt que de procéder à la suppression des passages incriminés, mais le remet en vente tel quel en 2018. Il est condamné le 24 septembre 2020 par la cour d'Appel de Paris pour l'avoir fait en passant outre à la décision de justice.

## Le style sulpicien
Il introduit ce qualificatif de style sulpicien en 1897.

« Raphaël… a tenu à faire planer ses trois personnages lumineux, obéissant à une peinturière tradition d'extase … L'ancêtre fameux de notre bondieuserie sulpicienne … n'a pas compris qu'il était absolument indispensable que les Pieds de Jésus touchassent le sol pour que sa transfiguration fût terrestre… »

— Léon Bloy, La Femme pauvre, I, XIII.

## Œuvres

### Romans
- Le Désespéré (1887), nouvelle édition en 2010, Garnier-Flammarion, avec une introduction, une notice, des notes et un dossier de Pierre Glaudes  (ISBN 978-2-08-071256-1)
- La Femme pauvre (1897), nouvelle édition en 1999, Le Carrousel [lire en ligne] ; rééd. La Délégation des siècles, 317 p., 2022  (ISBN 979-8486251238)

### Contes
- Sueur de Sang : (1870-1871), Paris, Éditions É. Dentu, 1893, IX-358 p. (Wikisource) — Recueil de nouvelles ayant pour thème la Guerre franco-allemande de 1870. Réédition de 1914 (PDF, ePub et MOBI) disponible sur Wikisource ; autre édition en PDF ici. Réédition, L'Arbre vengeur, 2010
- Histoires désobligeantes (1894) [lire en ligne]. Réédition, L'Arbre vengeur, 2005

### Essais
- La Méduse-Astruc, 1875, 17 p., réédition Mercure de France, octobre 1902
- Le Révélateur du globe, préface de Barbey d'Aurevilly, Paris, A.Sauton, 1884 [lire en ligne]
- Propos d'un entrepreneur de démolitions (1884) [lire en ligne]
- Un Brelan d'excommuniés, éd. Savine (1889) [lire en ligne]
- Christophe Colomb devant les taureaux (1890) [lire en ligne]
- Le Salut par les Juifs, Paris A. Demay (1892) [lire en ligne]
- Léon Bloy devant les cochons (1894)
- Ici on assassine les grands hommes (1895)
- La Chevalière de la mort (1896)
- Je m'accuse (1900) [lire en ligne]
- Le Fils de Louis XVI, Mercure de France (1900)
- Exégèse des lieux communs (1902) réédition : coll. « Idées », Paris, Gallimard, (1968); Rivages Poche (2005)
- Les dernière colonnes de l'Église (1903) [lire en ligne]
- Belluaires et porchers, Paris, Éditions Stock, 1905, XLI-351 p. (Wikisource) — Réédition Sulliver en 1997. Édition PDF, ePub et MOBI disponible sur Wikisource ; autre édition PDF
- L'Épopée byzantine et Gustave Schlumberger, (1906), éd. de La Nouvelle revue
- La Résurrection de Villiers de L'Isle-Adam (1906)
- Pages choisies (par l'auteur), avec un portrait par Léon Bonhomme, Mercure de France, 1906
- Vie de Mélanie écrite par elle-même (1912)
- Le Sang du pauvre, Paris, Juvent (1909)
- Le Salut par les Juifs, édition nouvelle revue et modifiée par l'auteur Joseph Victorion et Cie, 1906, rééd. Édition Kontre Kulture 2013.
- Celle qui pleure, Mercure de France (1908) [lire en ligne]
- L'Âme de Napoléon (1912)
- Exégèse des lieux communs, nouvelle série (1913)
- Sur la tombe de Huysmans, Paris, Collection des Curiosités littéraires, 1913, 74 p. (Wikisource) — Édition PDF, ePub et MOBI disponible sur Wikisource ; autre édition PDF
- Nous ne sommes pas en état de guerre - 1914-1915, (1915) Paris, Maison du Livre ; Frontispice de Auguste Leroux ;
- Jeanne d'Arc et l'Allemagne (1915) [lire en ligne]
- Méditations d'un solitaire en 1916 (1917) [lire en ligne]
- Constantinople et Byzance, Crès éditeur (1917)
- Dans les ténèbres (1918) (posthume)
- Le Symbolisme de l'apparition, Le mercier, (1925) (posthume)
- Les Funérailles du naturalisme, (2001) (posthume), éd. Moderne Aux Belles lettres
- Essais et pamphlets, édition établie et présentée par Maxence Caron, préface d'Augustin Laffay, Paris, Robert Laffont, coll. « Bouquins », 2017, 1538 p.

### Articles
- Bloy journaliste : chroniques et pamphlets, GF, Flammarion, 2019
- Chroniques du Chat Noir, Le Pont du Change, 2019

### Périodique
- Le Pal (4 mars - 2 avril 1885) : quatre numéros, ainsi qu'un cinquième jamais publié, l'éditeur s'étant résigné devant l'échec financier ; réédité par Obsidiane en 2002, préfacé par Patrick Kéchichian.

### Journal
- Version remaniée par l'auteur à la publication :
  - Le Mendiant ingrat (1898) [lire en ligne]
  - Mon Journal (1904) [lire en ligne]
  - Quatre ans de captivité à Cochons-sur-Marne (1905) (Lire en ligne : Volume I Volume II)
  - L'Invendable (1909) [lire en ligne]
    - Ces quatre premiers tomes ont été réédités par Robert Laffont, coll. « Bouquins », Journal I 1892-1907,  (ISBN 2-221-07067-4)

  - Le Vieux de la Montagne (1911) [lire en ligne]
  - Le Pèlerin de l'Absolu (1914) [lire en ligne]
  - Au seuil de l'Apocalypse (1916) [lire en ligne]
  - La Porte des Humbles (posthume, 1920) [lire en ligne]
    - Ces quatre tomes ont été réédités par Robert Laffont, coll. « Bouquins », Journal II 1907-1917  (ISBN 2-221-09097-7)
- Version non remaniée :
  - Journal inédit I (1892-1895), Éditions l'Âge d'Homme, 1989,  (ISBN 2-8251-0720-4)
  - Journal inédit II (1896-1902), Éditions l'Âge d'Homme, 2000,  (ISBN 2-8251-0999-1)
  - Journal inédit III (1903-1907), Éditions l'Âge d'Homme, 2006,  (ISBN 2-8251-1853-2)
  - Journal inédit IV (1908-1911), Éditions l'Âge d'Homme, 2013,  (ISBN 978-2-8251-4114-4)

### Correspondance
- Lettres de jeunesse (1870-1893), Edouard-Champion, 1920
- Lettres à sa fiancée, avec un portrait par Madame Léon Bloy Librairie Stock, 1922
- Lettres à l'abbé Cornuau et au frère Dacien Le Divan, 1926
- Lettres à Frédéric Brou et à Jean de La Laurencie, préface de Jacques Debout Bloud et Gay, 1927
- Lettres à Pierre Termier (1906-1917), suivies de lettres à Jeanne Termier (Madame Jean Boussac) et à son mari Librairie Stock, 1927
- Lettres à ses filleuls, Jacques Maritain et Pierre Van der Meer de Walcheren Librairie Stock, 1928
- Lettres à Georges Knoff Les Editions du Balancier, 1929
- Lettres à René Martineau Editions de la Madeleine, 1933
- Lettres à Philippe Raoux, introduction et notes de Pierre Humbert Desclée de Brouwer, 1937
- Lettres à Véronique, introduction de Jacques Maritain Desclée de Brouwer
- Correspondance avec Henry de Groux, préface de Maurice Vaussard Grasset, 1947
- Lettres aux Montchal Typographie François Bernouard, 1947-1948
- Lettres intimes (à sa femme et à ses filles), introduction de Léopold Levaux Marcel Astruc, 1952
- Lettres à son ami André Dupont (1904-1916) Marcel Astruc, 1952
- Correspondance avec Josef Florian, 1900-1914 L'Âge d'Homme, 1990
- Lettres à Paul Jury, éd. M. Brix, 2010
- Léon Bloy, lettres à ses filles - Madeleine Bloy, souvenirs d'enfance, editions Delatour France, 2013
- Emile Van Balberghe, « En ai-je assez écrit de ces lettres, mon Dieu ! » - Inventaire chronologique provisoire de la correspondance de Léon Bloy. Mons, Université de Mons, 2014, 298 p. Cet ouvrage est un inventaire pur de la correspondance indiquant les références pour chacune (sources, passages en vente, collections).

La plupart des œuvres de Bloy sont aujourd'hui rééditées.